# Куваєв Олег Ігорьович
Олег Ігорьович Куваєв (івр. אולג איגורביץ' קורייב нар. 6 лютого 1967, Ленінград, Російська РФСР, СРСР) — радянський, російський, німецький та ізраїльський мультиплікатор, сценарист, режисер, живописець і скульптор. Найбільш відомий як творець флеш-серіалів «Масяня», «Магазинчик БО!».
Під час Російського вторгнення в Україну у 2022 році створив 160-й епізод (під назвою «Вакідзасі») мультсеріалу «Масяня». Цей епізод мультсеріалу присвячений війні Росії з Україною; у ньому демонструється ряд фотографій з руйнаціями українських міст від рук російської армії, самих росіян вилаяно за аполітичність, а Путіну запропоновано зробити харакірі. Роскомнадзор заблокував сайт мультсеріалу «Масяня» після виходу епізоду.

## Біографія
Олег Куваєв народився 6 лютого 1967 року в Ленінграді. Навчався в англійській (№ 328), а потім у фізико-математичній школі (№ 344). Далі було кілька різних інститутів (у тому числі Академія мистецтв, Санкт-Петербурзький державний університет аерокосмічного приладобудування (ДУАП)) та служба в Радянській армії (на Далекому Сході у військах зв'язку).
У 1986 році разом з Олександром Васильєвим та іншими брав участь у рок-гурті «Митра», який пізніше був перетворений на «Сплин». З 1991 по 1997 роки жив у Німеччині (земля Північний Рейн — Вестфалія), зрідка повертаючись до Петербурга для продовження візи. До 2001 року професійно займався живописом та скульптурою. З 1995 року також — комп'ютерною графікою.
Восени 2001 року Олег Куваєв почав викладати в мережу короткі мультфільми про великоголового чоловічка з кількома волосинами на голові, якому дав ім'я Масяня. Мультфільми, що відрізняються трохи хуліганським стилем самовираження і водночас нескінченним життєвим оптимізмом і гумором, швидко набрали популярність, і через кілька місяців відкрився власний сайт проєкту www.mult.ru, де і викладаються нові мультфільми.
Уже в січні 2002 року Олег Куваєв відкриває власну анімаційну студію «Мульт.ру», у якій обіймає посаду артдиректора. З цією студією він стає володарем багатьох премій та нагород. Зокрема в березні 2002 року Олег Куваєв та його студія «Мульт. ру» стають рекордсменами третьої щорічної «Національної Інтернет-премії» в Росії, де збирають більшу частину нагород. «Масяні» дісталося п'ять найпрестижніших номінацій: Гран-прі, «Відкриття року», приз преси, приз глядацьких симпатій та премія у категорії «Мережеве мистецтво». Поступово аматорський мультсеріал переростає на масштабний проєкт професійної студії «Мульт. ру».
Із самого початку проєкту «Масяня» Олег Куваєв зіткнувся з потужною хвилею піратства та незаконного використання образу Масяні. Випускалися десятки, якщо не сотні найменувань товарів без будь-якого контролю, участі чи дозволу з боку автора та його студії. Робилися численні спроби боротьби з масовим піратством, але вони здебільшого були невдалими, через відсутність у Росії на той момент законодавчої бази та юридичної практики з авторського права. У 2003 році образ Масяні використовувався телеканалом Муз-ТВ у своїй програмі «В гостях у Масяни» без дозволу Куваєва, що призвело до судового розгляду, виграного студією Куваєва. Масяню у цій програмі озвучував Павло Воля (майбутній учасник проєкту «Comedy Club»). Після довгих судових розглядів Олег Куваєв повернув собі права на персонажа та торгову марку «Масяня», і з липня 2007 року почалося нове, четверте життя «Масяні», яке продовжується і зараз.
Поза інтернетівськими колами проєкт набув популярності завдяки передачі «Намедни» з Леонідом Парфеновим, у якій щотижня транслювалися нові серії «Масяні». Загалом на НТВ у період з вересня 2002 до лютого 2004 років було показано близько 20 серій, але через припинення фінансування з боку ТОВ «Масяня», яке на той момент мало всі права на проєкт, випуск нових серій довелося припинити.
Власна анімаційна студія Олега Куваєва в Санкт-Петербурзі функціонувала до 2006 року, регулярно випускаючи нові епізоди серіалів «Масяня», «Магазинчик БО!», «6 ½», а також «Ежи и Петруччо». У 2006 році Олег Куваєв залишив студію і став займатися фрилансом. Ще за рік студія закрилася.
У 2006 році автор Масяні переїхав до Ізраїлю. Свої інтереси репрезентує виключно самостійно. Виробництвом серіалу автор займається повністю самотужки. Уся озвучка, графіка, сценарії та монтаж епізодів серіалу «Масяня» робляться виключно самим Олегом Куваєвим.
2013 року Олег Куваєв відновив роботу над серіалом «Масяня». Олег шукав спонсорів, рекламодавців, намагався монетизувати виробництво мультсеріалу через краудфандинг. Навесні 2019 року він перейшов на patreon.com як основне джерело фінансування виробництва «Масяні».
Нині проживає в ізраїльському місті Рамат-Гані, іноді приїжджаючи до Росії. Називає себе прихильником ідей анархізму, оптимізму, нерелігійності, антирадянства та антимілітаризму.

## Цікаві факти
- Під час Російського вторгнення в Україну у 2022 році вийшов 160-й епізод (під назвою «Вакидзаси») мультсеріалу «Масяня». Цей епізод мультсеріалу присвячений війні Росії з Україною. У цій серії демонструються реальні фотографії руйнувань в Україні, які зробили російські війська. За сюжетом, Масяня приходить до Путіна і каже йому, що з його вини загинуло багато мирних та добрих людей, потім дає йому вакідзаші (японський короткий меч) і каже Путіну, що цей меч для єдиного гарного рішення в його житті — натякаючи, що Путін має накласти на себе руки. І в результаті так і відбувається[2].

Роскомнагляд надіслав творцю культового мультсеріалу «Масяня» Олегу Куваєву повідомлення про блокування сайту mult.ru, на якому з 2001 року публікувалися всі епізоди цієї серії. Автор присвятив цій темі наступні два епізоди мультсеріалу «Масяня»: «Як пояснити дітям» (епізод 161) та «Санкт-Маріубург» (епізод 162).

## Родина
- Син — Давид Олегович Куваєв (нар. 22 жовтня 1993), програміст, депутат VI скликання муніципальної ради округу Санкт-Петербурга «Дворцовий округ»[17].
- Дружина — Поліна Фарбер-Куваєва (нар. 7 червня 1976)
  - Дочка — Талі Фарбер-Куваєва (нар. 2009 р.)[18]
  - Син — Юваль Фарбер-Куваєв (нар. 2011)[18]